# Gakougsa
Gakougsa (en russe : Га́кугса ; en carélien : Gakugsa) est un hameau de l'établissement rural de Krasnoborski, du raïon de Poudoj dans la république de Carélie, dans le Nord russe. Sa population s'élevait à 107 habitants en 2013.

## Géographie
La localité est située dans la république de Carélie, un sujet de la Russie européenne, dans le district fédéral du Nord-Ouest. Gakougsa est l'une des 73 localités du raïon de Poudoj, le raïon le plus à l'est de l'oblast. Le centre administratif du raïon est la ville de Poudoj. 
Gakougsa, comme toute la république de Carélie, est située dans le fuseau horaire MSK (heure de Moscou). Le décalage horaire appliqué par rapport au temps universel coordonné est +03:00.
Gakougsa fait partie de l'établissement rural de Krasnoborski, une des huit entités municipales du raïon, qui a comme chef-lieu la localité de Krasnoborski.

## Histoire
Sous l'Empire russe, la localité faisait partie de l'ouïezd de Poudoj du gouvernement d'Olonets. 

## Démographie
Recensements (*) et estimations de la population,,,,:
| 2002 * | 2010* | 2013 | - | - |
| ------ | ----- | ---- | - | - |
| 177    | 110   | 107  | - | - |

En 2002, sur les 252 habitants, il y avait 89 % de Russes.